# Canterbury Sound
Der Canterbury Sound ist eine musikalische Stilrichtung, die eine nahe Verwandtschaft mit dem Progressive Rock aufweist. 
Der Stil entstand Anfang der 1960er Jahre im englischen Canterbury. Später wurde der Begriff auf andere Bands ausgeweitet, die stilistisch in derselben Richtung anzusiedeln sind.
Vor allem in den Aspekten der Klangvielfalt und der Experimentierfreudigkeit besteht eine große Nähe zum Progressive Rock. Der größte Unterschied liegt wohl in der stärker jazzorientierten, weniger bombastischen und z. T. humorvolleren Spielweise des Canterbury. Aufgrund der erheblichen Unterschiede zwischen den einzelnen Bands ist es allerdings schwierig, den Canterbury Sound musikalisch an spezifischen Merkmalen festzumachen. Demgegenüber lässt sich als charakteristisches Merkmal des Canterbury anführen, dass eine enge innere Verflechtung zwischen den beteiligten Gruppen besteht. Mitglieder der stilprägenden Bands fanden sich oft in neuen Konstellationen zusammen und waren Teil später entstandener Gruppierungen. Aufgrund dieser inneren Verflechtung spricht man auch von der Canterbury-Szene als loser Kopplung verschiedener Musiker anstelle des Canterbury Sounds als eigenständigem Genre.

## Wichtige Bands und ein Teil ihrer Musiker
- Wilde Flowers (1963–1967) (Dave Sinclair, Richard Sinclair, Brian Hopper, Hugh Hopper, Robert Wyatt, Kevin Ayers, Pye Hastings, Richard Coughlan)
- Soft Machine (1966–1981) (Kevin Ayers, Daevid Allen, Robert Wyatt, Mike Ratledge, Hugh Hopper, Elton Dean, John Marshall, Karl Jenkins, Roy Babbington)
- Caravan (ab 1968) (Pye Hastings, Richard Sinclair, David Sinclair und Richard Coughlan)
- Egg, zuvor Uriel (1968–1974) (Clive Brooks, Mont Campbell, Dave Stewart)
- The Whole World (1970–1971) (Kevin Ayers, Mike Oldfield, David Bedford, Lol Coxhill)
- Quiet Sun (1970–1974) (Charles Hayward, Phil Manzanera, Bill MacCormick, Dave Jarrett)
- Delivery (1966–1971) (Phil Miller, Steve Miller, Pip Pyle, Lol Coxhill, Roy Babbington, Laurie Allan)
- Centipede (1970–1972) (Keith Tippett, Robert Wyatt, Elton Dean, John Marshall, Karl Jenkins, Roy Babbington, Alan Skidmore, Mark Charig)
- Gong (ab 1971) (Daevid Allen, Didier Malherbe, Pip Pyle, Steve Hillage, Mike Howlett)
- Khan (1971–1972) (Steve Hillage, Nick Greenwood (ex-Crazy World Of Arthur Brown), Eric Peachey, Dick Henningham, Dave Stewart)
- Matching Mole (1971–1972) (Robert Wyatt, Phil Miller, David Sinclair, Bill McCormick, Dave MacRae)
- Hatfield & The North (1972–1975, 1990, 2005–2006) (Phil Miller, Pip Pyle, Richard Sinclair, Dave Stewart, Lindsay Cooper)
- Gilgamesh (1972–1975) (Mike Travis, Alan Gowen, Phil Lee, Steve Cook, Richard Sinclair)
- Henry Cow (1973–1978) (Fred Frith, Tim Hodgkinson, Geoff Leigh, Chris Cutler, John Greaves, Lindsay Cooper)
- National Health (1975–1981) (Phil Miller, Phil Lee, Dave Stewart, Alan Gowen, Mont Campbell, Lindsay Cooper, Bill Bruford (ex-Yes, ex-King Crimson), Amanda Parsons, Georgie Born)
- In Cahoots (ab 1982) (Richard Sinclair, Phil Miller, Elton Dean, Pete Lemer, Pip Pyle, Hugh Hopper)

## Filmografie
- 2015: Romantic Warriors III: Canterbury Tales (DVD)